# Extreme Rules 2016
Extreme Rules 2016 è stata l'ottava edizione dell'omonimo evento in pay-per-view prodotto annualmente dalla WWE. L'evento si è svolto il 22 maggio 2016 al Prudential Center di Newark (New Jersey).
In origine quest'edizione si sarebbe dovuta tenere il 1º maggio 2016 all'Allstate Arena di Rosemont, Illinois, ma poi si è optato per far svolgere lì Payback, quarta edizione dell'omonimo pay-per-view.

## Storyline
A Payback, AJ Styles ha affrontato Roman Reigns per il WWE World Heavyweight Championship. Styles ha sconfitto Reigns prima per countout e poi per squalifica, ma per consentire un campione definitivo, il match venne fatto ricominciare, prima da Shane McMahon e poi da Stephanie McMahon, alla fine Reigns eseguì lo schienamento su Styles e mantiene il titolo. A match concluso, Shane, Stephanie e Vince McMahon decisero che Styles meritava un rematch e lo sanciscono a Extreme Rules in un Extreme Rules match.
A Payback, il match per determinare i primi contendenti al WWE Tag Team Championship tra i Vaudevillains (Aiden English e Simon Gotch) contro Enzo Amore e Colin Cassady si concluse in un no-contest dopo che Enzo Amore ha subito un infortunio, che successivamente si è rivelata una commozione cerebrale. La notte seguente a Raw, ai Vaudevillains viene assegnato un match titolato contro il New Day a Extreme Rules.
A Payback, nel match valido per il WWE Women's Championship, Charlotte sconfigge Natalya in modo controverso, infatti l'arbitro Charles Robinson, mentre la campionessa era sottomessa da Natalya nella Sharpshooter, chiede di suonare la campana concludendo il match anche se Natalya non si era arresa; cosa molto simile allo screwjob di Montréal di Survivor Series del 1997. La notte seguente, a Raw, Stephanie McMahon annuncia a Charlotte che dovrà difendere il suo titolo contro Natalya a Extreme Rules in un Submission match; durante il match Ric Flair è bandito da bordo ring.
A Payback, Kalisto difende con successo il suo United States Championship contro Ryback. La notte successiva a Raw ha avuto luogo una 20-man Battle Royal per sancire chi lo dovesse affrontare ad Extreme Rules per il titolo; Rusev vince la battle royal e ottiene il match titolato per Extreme Rules.
A Payback, The Miz ha sconfitto Cesaro, difendendo con successo il suo Intercontinental Championship. La notte successiva a Raw, Cesaro e Kevin Owens si sono affrontati per determinare il contendente nº1 al titolo intercontinentale ma il match è stato vinto per squalifica da Cesaro. A seguito dell'inserimento di Sami Zayn nella rincorsa a questo titolo, è stato indetto un Fatal 4-Way match valido per il titolo intercontinentale per Extreme Rules.
A Payback, Dean Ambrose ha sconfitto Chris Jericho ma, dopo avergli distrutto la sua preziosa giacca luminosa nella puntata di Raw del 9 maggio, Jericho ha attaccato Ambrose e gli ha messo addosso una camicia di forza nella puntata di SmackDown del 12 maggio. A seguito di ciò, nella puntata di Raw del 16 maggio Ambrose ha sfidato Jericho in un Asylum match all'interno di una gabbia d'acciaio, dov'è consentito utilizzare qualsiasi tipo di oggetto posto sulla sommità della gabbia.
Dopo un match finito in doppio count-out tra Dolph Ziggler e Baron Corbin nella puntata di Raw del 4 aprile, i due si sono affrontati a Payback, dov'è stato Ziggler a trionfare tramite un roll-up. Nella puntata di Raw del 9 maggio, però, Corbin ha sconfitto Ziggler. A seguito di questa situazione, è stato indetto un No Disqualification match tra i due per Extreme Rules.
Sia a SmackDown che a Raw, Luke Gallows e Karl Anderson e gli Usos (Jimmy Uso e Jey Uso) si sono affrontati in diverse occasioni con vittorie per parte, a volte affiancati da Roman Reigns (per gli Usos) e AJ Styles (per Anderson e Gallows). Per questo è stato annunciato un Tornado Tag Team match tra i due team.

## Risultati
| #       | Incontri                                                              | Stipulazioni                                                  | Durata |
| ------- | --------------------------------------------------------------------- | ------------------------------------------------------------- | ------ |
| Kickoff | Baron Corbin ha sconfitto Dolph Ziggler                               | No-disqualification match                                     | 07:07  |
| 1       | Karl Anderson e Luke Gallows hanno sconfitto gli Usos                 | Tornado tag team match                                        | 08:37  |
| 2       | Rusev (con Lana) ha sconfitto Kalisto (c) per sottomissione           | Single match per il WWE United States Championship            | 09:31  |
| 3       | Il New Day (c) ha sconfitto i Vaudevillains                           | Tag team match per il WWE Tag Team Championship               | 06:20  |
| 4       | The Miz (c) (con Maryse) ha sconfitto Cesaro, Kevin Owens e Sami Zayn | Fatal four-way match per il WWE Intercontinental Championship | 18:18  |
| 5       | Dean Ambrose ha sconfitto Chris Jericho                               | Asylum match                                                  | 26:21  |
| 6       | Charlotte (c) ha sconfitto Natalya                                    | Submission match per il WWE Women's Championship              | 09:30  |
| 7       | Roman Reigns (c) ha sconfitto AJ Styles                               | Extreme rules match per il WWE World Heavyweight Championship | 22:13  |